# Celleporidae
Famille
Les Celleporidae sont une famille d'ectoproctes de l'ordre des Cheilostomatida.

## Liste des genres
Selon World Register of Marine Species (23 mars 2016) :
- genre Buffonellaria Canu & Bassler, 1927
- genre Buskea Heller, 1867
- genre Calvipelta Tilbrook, 2006
- genre Cellepora Linnaeus, 1767
- genre Celleporina Gray, 1848
- genre Favosthimosia Hayward & Winston, 2011
- genre Galeopsis Jullien, 1903
- genre Lagenipora Hincks, 1877
- genre Lageniporina Winston, 2016
- genre Omalosecosa Canu & Bassler, 1925
- genre Omanipora Berning & Ostrovsky, 2011
- genre Orthoporidroides Moyano, 1974
- genre Osthimosia Jullien, 1888
- genre Palmicellaria Alder, 1864
- genre Pourtalesella Winston, 2005
- genre Predanophora Tilbrook, 2006
- genre Pseudocelleporina Mawatari, 1986
- genre Ramicellepora Gordon, 2014
- genre Richbunea Gordon & d'Hondt, 1997
- genre Spigaleos Hayward, 1992
- genre Tegminula Jullien, 1882
- genre Turbicellepora Ryland, 1963